# 崔壽憲
崔壽憲（？—），朝鮮的高級外交官，現任外务省副相（即副外相），曾擔任朝鮮駐聯合國擔當，專責於處理與六方會談及朝鮮核問題相關的議題。